# Warren Weir
Warren Weir född 21 oktober 1989, i Trelawny, Jamaica, är en jamaicansk sprinter som främst springer 200 meter. Han satte personbästa på 19.99 sekunder på 200 meter under de jamaicanska uttagningarna till Olympiska sommarspelen 2012 och kvalificerade sig för att delta.
På ungdomsnivå tävlade Weir även på 100 meter och 110 meter häck.